# ضاحية صباح الناصر
ضاحية صباح الناصر منطقة من مناطق محافظة الفروانية في دولة الكويت
بدأ الناس بالسكن فيها عام 1983م، وتتكون هذه المنطقة من 7 قطع، وسميت نسبة إلى الشيخ صباح الناصر الصباح أحد رجال الكويت البارزين، وتقع المنطقة على طريق الدائري السادس ومن الجانب الآخر منطقة الفردوس والعارضية ويوجد بها مستشفى الفروانية الذي يخدم جميع سكان المناطق التابعة لمحافظة الفروانية.